# 2 juin 1965
Le mercredi 2 juin 1965 est le 153e jour de l'année 1965.

## Naissances
- Adam Creighton, joueur professionnel canadien de hockey sur glace
- Darren Tulett, journaliste sportif anglais
- David Campbell, joueur de football britannique
- Franjo Arapović, joueur de basket-ball croate
- Jens-Peter Herold, athlète est-allemand
- Lucy Anderson, personnalité politique britannique
- Mark Waugh, joueur de cricket australien
- Markel Olano, homme politique basque espagnol
- Nassima Terfaya, femme de lettres algérienne
- Odile Renaud-Basso, haute fonctionnaire française
- Russ Courtnall, joueur de hockey sur glace canadien
- Sabine Laruelle, homme politique belge
- Sean Stewart, écrivain américain
- Steve Waugh, joueur de cricket australien

## Décès
- Albert Michotte (né le 13 octobre 1881), psychologue belge
- Nannie Doss (née le 4 novembre 1905), tueuse en série américaine